# Macropelecocera
Macropelecocera là một chi ruồi trong họ Syrphidae.